# Othreis pratti
Othreis pratti är en fjärilsart som beskrevs av George Thomas Bethune-Baker 1906. Othreis pratti ingår i släktet Othreis och familjen nattflyn. Inga underarter finns listade i Catalogue of Life.